# Basilio (nome)
Basilio  è un nome proprio di persona italiano maschile.

## Varianti
- Maschili: Basileo[1][3], Basile[4]
- Femminili: Basilia[1][5], Basilea, Basilina
  - Alterati: Basiliola

### Varianti in altre lingue
- Antico slavo ecclesiastico: Василии (Vasilii)[6]
- Bulgaro: Васил (Vasil)[2]
  - Ipocoristici: Васко (Vasko)[2]
  - Ipocoristici femminili: Василка (Vasilka)[7]
- Ceco: Bazil
- Croato: Bazilije
- Finlandese: Pasi[2]
- Francese: Basile[2]
  - Femminili: Basilie[8]
- Greco antico: Βασιλειος (Basileios)[2][9]
- Greco moderno: Βασιλειος (Vasileios)[2], Βασίλης (Vasilīs)[2]
  - Femminili: Βασιλικη (Vasilikī)[7]
  - Ipocoristici femminili: Κικη (Kikī)[7]
- Inglese: Basil[2][8][9], Bazil[8]
  - Ipocoristici: Baz[8]
- Latino: Basilius[1][9], Basileus
  - Femminili: Basilia[1]
- Lettone: Basilijs, Bazīlijs
- Lituano: Basilijus, Bazilijus
- Macedone: Васил (Vasil)[2]
  - Ipocoristici: Васко (Vasko)[2]
  - Femminili: Василија (Vasilija)[7]
  - Ipocoristici femminili: Василка (Vasilka)[7], Васа (Vasa)[7]
- Medio inglese: Basil[8]
  - Femminili: Basilia[8], Basilly[8]
- Polacco: Bazyli[2]
- Portoghese: Basílio
- Rumeno: Vasile[2]
  - Alterati: Vasilica[2]
  - Femminili: Vasilica[7]
- Russo: Василий (Vasilij)[2]
  - Ipocoristici: Васька (Vas'ka)[2], Вася (Vasja)[2]
- Serbo: Василије (Vasilije)[2]
  - Femminili: Василија (Vasilija)[7]
- Slovacco: Bazil
- Sloveno: Bazilij
- Spagnolo: Basilio[2]
- Tedesco: Basilius
- Ucraino: Василь (Vasyl')[2]
  - Femminili: Василина (Vasylyna)[7]
- Ungherese: Vazul, Vászol, Vászoly[8]

## Origine e diffusione
Continua il nome greco Βασιλειος (Basileios), latinizzato in Basilius, che vuol dire "regio", "regale", dal termine βασιλευς (basileus), cioè "re", titolo che veniva usato dagli imperatori bizantini. Etimologicamente, βασιλευς è di origine ignota, forse un prestito da qualche linguaggio dell'Asia Minore (anche se alcune fonti propongono una composizione dai lemmi greci βασις, basis, "base", "fondamento", e λαος, laos, "popolo").
Da βασιλευς sono tratti anche altri nomi, quali Basilisco, Basilissa e Basilide, dal significato leggermente diverso.
Il nome entrò nell'uso in ambiti cristiani, specie in quelli orientali, grazie alla figura di Basilio Magno, dottore della Chiesa. Sempre grazie a Basilio Magno l'uso del nome continuò durante il Medioevo ma curiosamente, in quel periodo, in Inghilterra, era più diffuso nella forma femminile Basilia che in quella maschile Basil. In italiano moderno è sporadicamente usata anche la forma Vassili, perlopiù dalla minoranza slovena, e rappresenta un adattamento delle varie forme slave.
Va notato che la forma inglese Basil coincide anche con un nome arabo, باسل (Basil), che vuol dire "coraggioso".

## Onomastico
L'onomastico si festeggia generalmente in memoria di san Basilio Magno, vescovo di Cesarea e dottore della Chiesa, commemorato il 2 gennaio nel calendario romano generale (il 14 giugno in edizioni prima del 1969)) e il 1º gennaio dalla Chiesa ortodossa. I santi e beati con questo nome sono comunque molto numerosi, e tra questi si possono ricordare, alle date seguenti:
- 20 gennaio, beato Basile Moreau, fondatore[14][15]
- 27 febbraio, san Basilio, monaco a Costantinopoli[14]
- 6 marzo, san Basilio, vescovo di Bologna[10][16]
- 7 marzo, san Basilio, vescovo martire con altri compagni nel Chersoneso[14]
- 22 marzo, san Basilio, sacerdote e martire ad Ancira[14]
- 12 aprile, san Basilio, vescovo di Pario[14][17]
- 26 aprile, san Basilio, vescovo di Amasea e martire[3][18]
- 29 aprile, san Basilio di Ostrog, metropolita e taumaturgo[14]
- 17 maggio, santa Basilia di Alessandria, martire assieme ad Adrione e Vittore[5]
- 20 maggio, santa Basilia, vergine e martire a Roma[5][19]
- 23 maggio, san Basileo, martire a Braga con sant'Epitacio[3]
- 30 maggio, san Basilio, padre di san Basilio Magno, commemorato con la moglie Emmelia[14]
- 17 giugno, san Basilio, martire con altri compagni ad Apollonia[14]
- 30 giugno, beato Vasyl Velyckovskyj, vescovo e martire[14]
- 1º luglio, san Basilio di Kasino, padre di san Macario di Kaljazin, ricordato con la moglie Irene[14]
- 2 agosto, san Basilio il Benedetto, taumaturgo[14]
- 16 agosto, santa Basilia di Couvert[5]
- 29 agosto, san Basilio I il Macedone, imperatore[14]
- 22 settembre, santa Basilia, martire a Roma[20]
- 20 novembre, san Basilio di Antiochia, martire[14]
- 28 novembre, san Basilio, martire a Costantinopoli[10][21]
- 25 dicembre, san Basileo, martire a Roma assieme a san Giovino[22]

## Persone

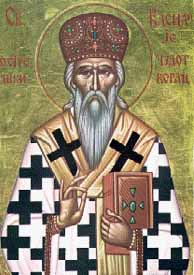
Basilio di Ostrog

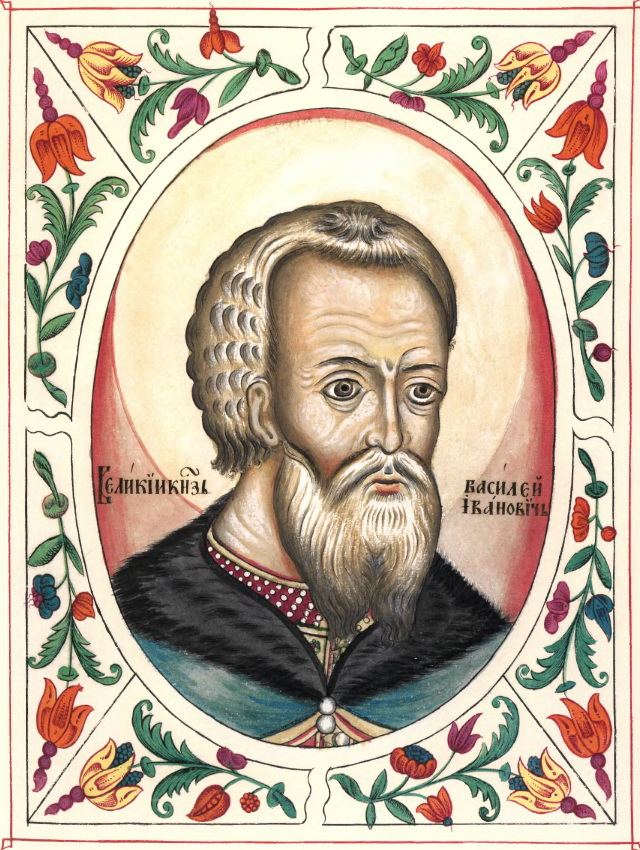
Basilio III di Russia

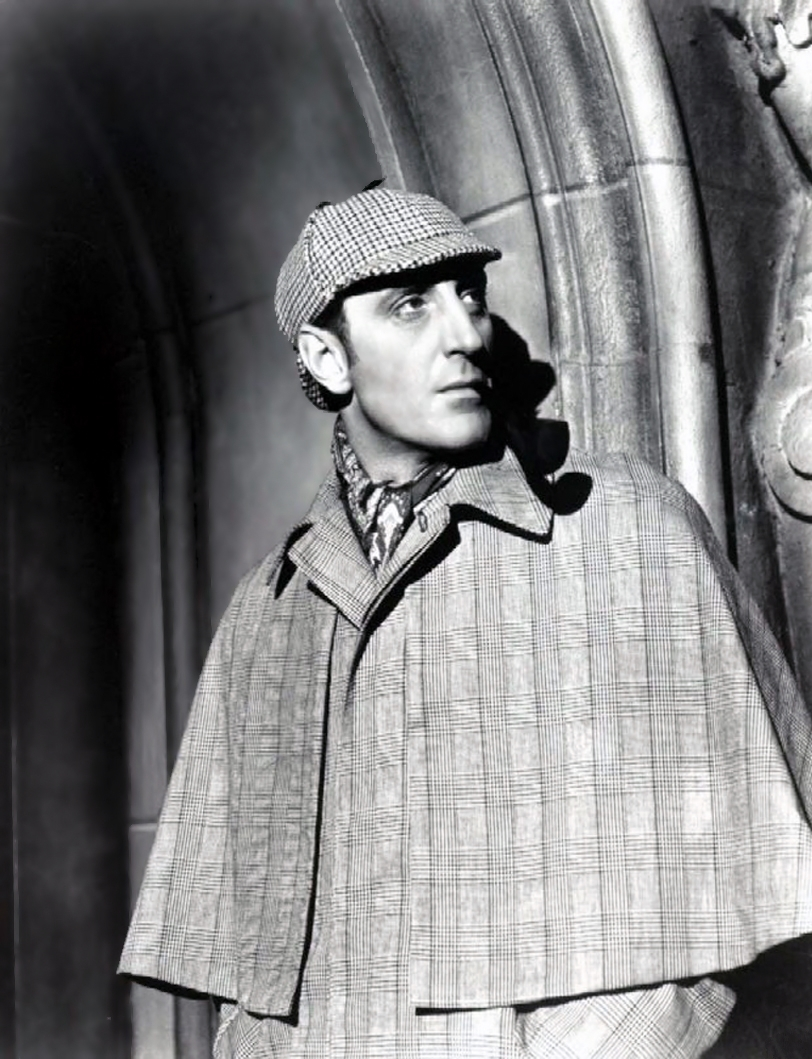
Basil Rathbone

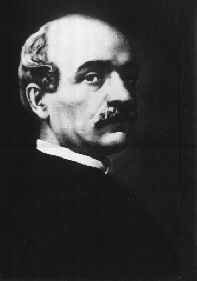
Vasile Alecsandri

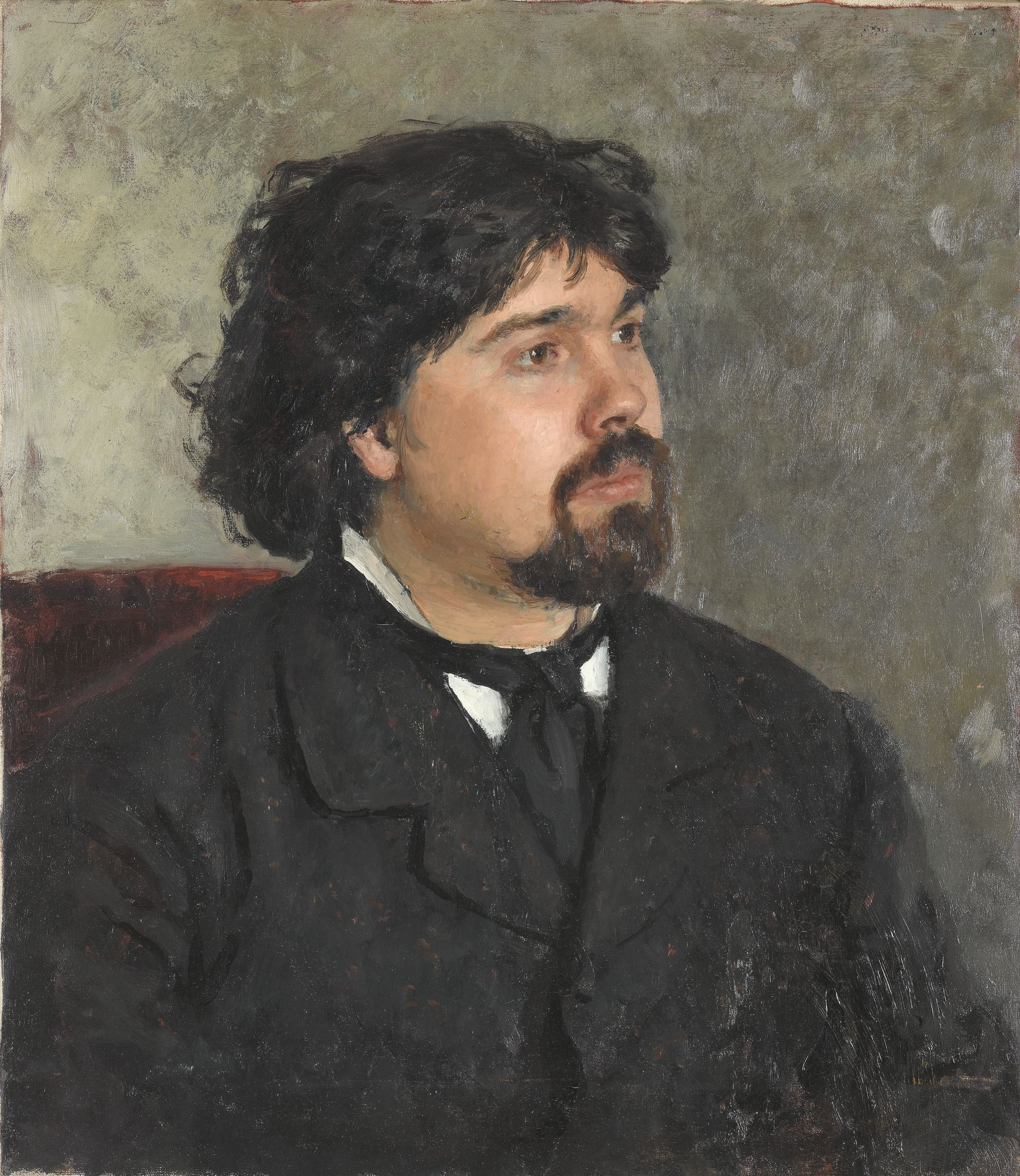
Vasilij Ivanovič Surikov

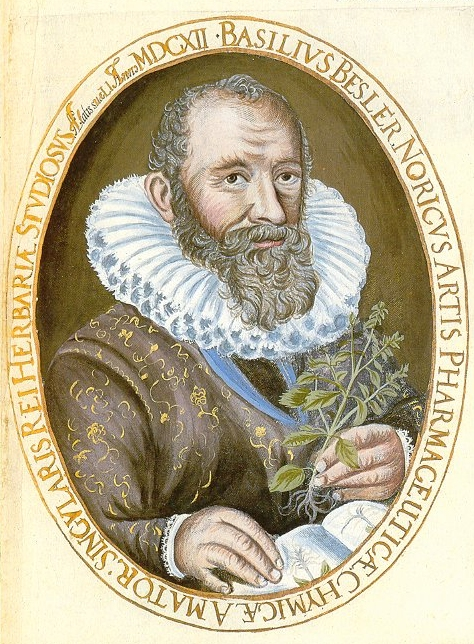
Basilius Besler

### Storia antica
- Basilio di Ancira, vescovo e santo bizantino
- Basilio di Ostrog, vescovo e santo montenegrino
- Basilio I di Russia, Gran Principe di Mosca
- Basilio II di Russia, Gran Principe di Mosca
- Basilio III di Russia, Gran Principe di Mosca
- Basilio IV di Russia, Zar di Russia
- Basilio il Benedetto, santo russo
- Basilio I il Macedone, imperatore bizantino e santo
- Basilio Apocapa, generale bizantino
- Basilio Argiro il Mesardonite, generale bizantino
- Basilio Boioannes, generale bizantino
- Basilio II Bulgaroctono, imperatore bizantino
- Basilio Magno, vescovo e santo greco antico

### Storia moderna
- Basilio Amati, scrittore italiano
- Basilio Brollo, religioso, presbitero e missionario italiano
- Basilio Cascella, pittore italiano
- Basilio Focaccia, ingegnere, accademico e politico italiano
- Basilio Gorga, religioso italiano
- Basilio Pompilj, cardinale italiano
- Basilio Puoti, grammatico, lessicografo e critico letterario italiano
- Basilio Reale, poeta e psicoanalista italiano

### Variante Basil
- Basil Davidson, storico britannico
- Basil Dearden, regista, sceneggiatore e produttore cinematografico britannico
- Basil Hume, cardinale e arcivescovo cattolico britannico
- Basil Liddell Hart, storico, militare e giornalista britannico
- Basil Lubbock, navigatore e scrittore britannico
- Basil L. Plumley, militare statunitense
- Basil Poledouris, compositore statunitense
- Basil Rathbone, attore britannico
- Basil Spence, architetto britannico

### Variante Vasil
- Vasil Evstatiev Aprilov, scrittore e patriota bulgaro
- Vasil Drumev, scrittore bulgaro
- Vasil Evtimov, cestista bulgaro naturalizzato francese
- Vasil Kolarov, politico bulgaro
- Vasil Levski, rivoluzionario bulgaro
- Vasil Radoslavov, politico bulgaro

### Variante Vasile
- Vasile Aaron, poeta rumeno
- Vasile Aftenie, vescovo cattolico rumeno
- Vasile Alecsandri, poeta, scrittore e politico rumeno
- Vasile Luca, politico rumeno
- Vasile Lupu, sovrano moldavo
- Vasile Pârvan, storico ed epigrafista rumeno
- Vasile Patilineț, politico rumeno naturalizzato tedesco
- Vasile Pogor, poeta e politico rumeno

### Variante Vasilij
- Vasilij Demut-Malinovskij, scultore russo
- Vasilij Džugašvili, generale russo
- Vasilij Erošenko, scrittore, anarchico ed esperantista russo
- Vasilij Kandinskij, pittore russo
- Vasilij Lanovoj, attore russo
- Vasilij Mitrochin, militare e agente segreto sovietico
- Vasilij Petrov, fisico russo
- Vasilij Romanov, membro della famiglia Romanov
- Vasilij Safonov, pianista, compositore e direttore d'orchestra russo
- Vasilij Smyslov, scacchista russo
- Vasilij Surikov, pittore russo
- Vasilij Žukovskij, poeta, scrittore, drammaturgo, critico e traduttore russo

### Altre varianti
- Basilius Besler, farmacista e botanico tedesco
- Vasyl' Mychajlovyč Ivančuk, scacchista ucraino
- Vasil' Kiryenka, ciclista su strada e pistard bielorusso
- Pasi Koskinen, cantante finlandese
- Vasilije III Petrović-Njegoš, principe-vescovo di Montenegro
- Vasilīs Spanoulīs, cestista greco
- Vasilīs Torosidīs, calciatore greco
- Basilius Valentinus alchimista tedesco

## Il nome nelle arti
- Basil è un personaggio del film Disney del 1986 Basil l'investigatopo.
- Basil Fawlty è un personaggio della serie televisiva Fawlty Towers.
- Basil Hallward è un personaggio de Il ritratto di Dorian Gray.
- Vasyl' Petrovyč Holoborod'ko è il protagonista della serie televisiva ucraina Servitore del popolo.
- Cuoco Basilio è un personaggio della serie tv Melevisione.